# Beryli sulfide
Beryli sulfide là một hợp chất vô cơ, có thành phần gồm hai nguyên tố là beryli và lưu huỳnh, với công thức hóa học được quy định là BeS.

## Thuộc tính cơ bản
BeS là một hợp chất tồn tại dưới dạng tinh thể màu trắng, khối lượng mol là 41,078 g/mol và khối lượng riêng là 2,36 g/cm³. BeS có số định danh theo CAS là 13598-22-6.

## Điều chế
Beryli sulfide dạng bột có thể được điều chế bởi phản ứng của lưu huỳnh và beryli với điều kiện có chất xúc tác là khí hydro, bằng cách đun nóng hỗn hợp trên trong khoảng từ 10 đến 20 phút, với nhiệt độ cần có là từ 1000 đến 1300 ℃.
Ngoài ra, hợp chất này  có thể được điều chế bằng phản ứng của beryli chloride và hydro sulfide ở nhiệt độ là 1150 ℃, mặc dù vậy, phản ứng này sẽ để lại thêm một phụ phẩm không mong muốn là clo.